# Meaty Beaty Big & Bouncy
Meaty Beaty Big and Bouncy är ett samlingsalbum av den brittiska rockgruppen The Who, utgivet 1971. Det samlade gruppens singlar, varav flera ej funnits med på deras tidigare album, och sträckte sig från debuten "I Can't Explain" till "The Seeker" från 1970. Albumet gavs ut i syfte att göra gruppens tidiga material lättillgängligt i USA efter framgångarna med Tommy och Who's Next. Albumets namn består av smeknamn för bandmedlemmarna. "Meaty" är Roger Daltrey, som på den tiden var väldigt vältränad, "Beaty" var Keith Moon, eftersom han var trumslagare, "Big" var John Entwistle, välkänd för att vara lång och stor - "Bouncy" är Pete Townshend - som på den tiden ofta "studsade" runt på scenen.  

## Låtlista
Samtliga låar skrivna av Pete Townshend, om annat inte anges.
1. "I Can't Explain" - 2:05
2. "The Kids Are Alright" - 2:45
3. "Happy Jack" - 2:12
4. "I Can See for Miles" - 4:06
5. "Pictures of Lily" - 2:43
6. "My Generation" - 3:18
7. "The Seeker" - 3:11
8. "Anyway, Anyhow, Anywhere" (Roger Daltrey/Pete Townshend) - 2:42
9. "Pinball Wizard" - 2:59
10. "A Legal Matter" - 2:48
11. "Boris the Spider" (John Entwistle) - 2:28
12. "Magic Bus" - 3:21
13. "Substitute" - 3:49
14. "I'm a Boy" - 3:41